# Gladzor, Vayots Dzor
Gladzor là một đô thị thuộc tỉnh Vayots Dzor, Armenia. Dân số ước tính năm 2011 là 2721 người.